# Малий Жемчуг
Малий Жемчуг (рос. Малый Жемчуг) — селище Тункинського району, Бурятії Росії. Входить до складу Сільського поселення Харбяти.
Населення —  55 осіб (2015 рік). 